# (35076) Yataro
(35076) Yataro est un astéroïde de la ceinture principale.

## Description
(35076) Yataro est un astéroïde de la ceinture principale. Il fut découvert le 21 janvier 1990 à Geisei par Tsutomu Seki. Il présente une orbite caractérisée par un demi-grand axe de 2,65 UA, une excentricité de 0,04 et une inclinaison de 12,5° par rapport à l'écliptique.

## Compléments